# Kanada (Witkowice)
Kanada – przysiółek wsi Witkowice w Polsce, położony w województwie małopolskim, w powiecie oświęcimskim, w gminie Kęty.
W latach 1975–1998 przysiółek należał administracyjnie do województwa bielskiego.